# Syndroom van West
Het syndroom van West  is een aandoening van kinderepilepsie. Ongeveer 1 op de 4000 tot 6000 kinderen wordt geboren met het syndroom, jongens wat vaker dan meisjes.

## Ziektebeeld
Kinderen met het syndroom van West beginnen doorgaans tussen drie en zeven maanden na de geboorte vrijwel dagelijks aanvallen te krijgen, waarbij ze het hoofd, de benen en de heupen plotseling draaien. Hun ontwikkeling stagneert of gaat achteruit en een meerderheid vertoont motorische problemen. Op latere leeftijd vertonen enkelen autistische kenmerken.
West ontwikkelt zich vaak tot het syndroom van Lennox-Gastaut. Ongeveer 50% van de kinderen met West heeft op latere leeftijd een matig tot zware verstandelijke handicap en ongeveer een kwart een lichte.

## Behandeling
Bij sommige vormen is resultaat te boeken door middel van behandeling met ACTH of corticosteroïden. Het aantal aanvallen is soms terug te brengen met anti-epileptica. Het is in een minderheid van de gevallen mogelijk dat de epilepsie op latere leeftijd helemaal verdwijnt.

## Oorzaak
De minderheid van de stofwisselingsziekten of chromosoomafwijkingen, die bij het West-syndroom horen, is erfelijk bepaald. In een enkel geval is West X-gebonden recessief. Andere mogelijkheden voor het ontwikkelen van West zijn een hersenbeschadiging, een infectie van het zenuwstelsel of een hersenbloeding of een hypothalamus-hamartoom. Bij ongeveer 15% van de patiënten wordt de oorzaak niet achterhaald.
Het syndroom dankt zijn naam aan de Britse arts William James West.